# Danial Akhmetov
Pour les articles homonymes, voir Akhmetov.
Pour le Premier ministre du Kazakhstan de 2012 à 2014, voir Serik Akhmetov.
Danial Akhmetov (en kazakh : Дaниял Кенжетaйұлы Ахметов, Danïyal Kenjetayulı Axmetov), né le 15 juin 1954 à Pavlodar (URSS), est un homme d'État kazakh et Premier ministre du 13 juin 2003 au 8 janvier 2007 et ministre de la Défense du 10 janvier 2007 au 17 juin 2009. Akim de la région du Kazakhstan oriental 11 novembre 2014,

## Biographie

### Éducation
Akhmetov est d'ethnie kazakhe. Il est diplômé de l'Institut industriel de Pavlodar, avant de recevoir un doctorat en sciences économiques.

### Carrière politique
De 2001 à 2003, il est gouverneur (akim) de l'oblys de Pavlodar, dans le nord du pays, où se concentre la minorité russe.
Akhmetov devient ensuite vice-Premier ministre d'Imangali Tasmagambetov.
À la suite de l'échec des réformes agraires de Tasmagambetov, Akhmetov est nommé Premier ministre le 13 juin 2003 par Nursultan Nazarbaev lors d'une session du Parlement du Kazakhstan.
Nazarbaev y tient un discours disant que le premier ministre doit avoir l'expérience du gouvernement des Provinces du Kazakhstan car la nation a besoin d'acceleer le développement socail et économique.
Akmetov est approuvé par 36 des 39 senateurs est par 73 des 77 députés.
Si le gouvernement d'Akhmetov a réussi à stabiliser et même revaloriser le tenge (la devise kazakh) face au dollar, c'est au prix d'une inflation encore élevée.
Début juin 2005, le comité budgétaire de l'Assemblée kazakhe a révélé le détournement de 31 milliards de tenges prévus pour les réalisations d' « infrastructures sociales » du gouvernement comme la construction de routes et de logements.
Il est confirmé à son poste le 18 janvier 2006 après la réélection du président Noursoultan Nazarbayev.
Le 8 janvier 2007 Akhmetov démissionne de son poste et le 9 janvier 2007, le Président Nazarbayev nomme Karim Massimov Premier Ministre en remplacement de Daniyal Akhmetov.
Les analystes attribuent la chute politique d'Akhmetov à la perception négative qu'avait le Président de sa vision administrative de l'économie du Kazakhstan,,,.
Le Parlement du Kazakhstan confirme la nomination le 10 janvier.
Massimov nomme Akhmetov ministre de la Défense dans le nouveau gouvernement à la place de Moukhtar Altynbayev (en).